# Cartoon Network India
A Cartoon Network India (hindiül: कार्टून नेटवर्क, tamilul: கார்ட்டூன் நெட்வொர்க், teluguul: కార్టూన్ నెట్వర్క్, bengáliul: কার্টুন নেট্বর্ক) a Cartoon Network rajzfilmadó indiai adásváltozata, amely 1995. május 1-jén indult el. Ma a csatorna elérhető hindi, tamil, telugu, malajálam és kannada nyelven érhető el.

## Története

### Az 1990-es évek
A Cartoon Network Indiában 1995. május 1-jén kezdte meg a sugárzást a TNT-vel egy csatornán. A CN műsora hajnali fél 6-tól este fél 6-ig volt látható, további műsoridőben a TNT-t sugározták. Később már este 9-ig tartott a Cartoon Network adásideje. A csatorna eredetileg Hanna-Barbera-rajzfilmeket vetített, a következőket: Maci Laci, Turpi úrfi, Frédi és Béni, avagy a két kőkorszaki szaki, Scooby-Doo, és továbbiakat. 1996-ban vetített először MGM-es rajzfilmeket, mint például a Tom és Jerry címűt. A Turner Broadcasting System 1996-os beolvadása a Time Warnerbe lehetővé tette, hogy a csatorna Warner Bros. készítette produkciókat is bemutasson, többek közt a Bolondos dallamokat.

### A 2000-es évek
2001. július 1-jén a Cartoon Network levált a TNT (később TCM)-ről és már a nap 24 órájában sugárzott Indiában, Bhutánban és Nepálban.

### A 2010-es évek
2011. október 1-jén délelőtt 9 órakor a Gumball csodálatos világa bemutatójával egy időben bevezették a „Check it.” arculatot.

## Műsorok
A csatorna sugároz eredeti Cartoon Network-sorozatokat, mint a Kalandra fel!, valamint animéket, mint a Beyblade: Metal Fusion. Este fél 12 után televíziós vásárlást ad.